# 不漁
| ウィキペディアには「不漁」という見出しの百科事典記事はありません（タイトルに「不漁」を含むページの一覧/「不漁」で始まるページの一覧）。 代わりにウィクショナリーのページ「不漁」が役に立つかもしれません。 |